# Поль Фрер
Поль Фрер (фр. Paul Frère), (30 січня 1917—23 лютого 2008) — бельгійський автогонщик та журналіст. Учасник чемпіонатів Формула-1 та Формула-2. Вісім разів брав участь у перегонах на витривалість 24 години Ле-Мана.

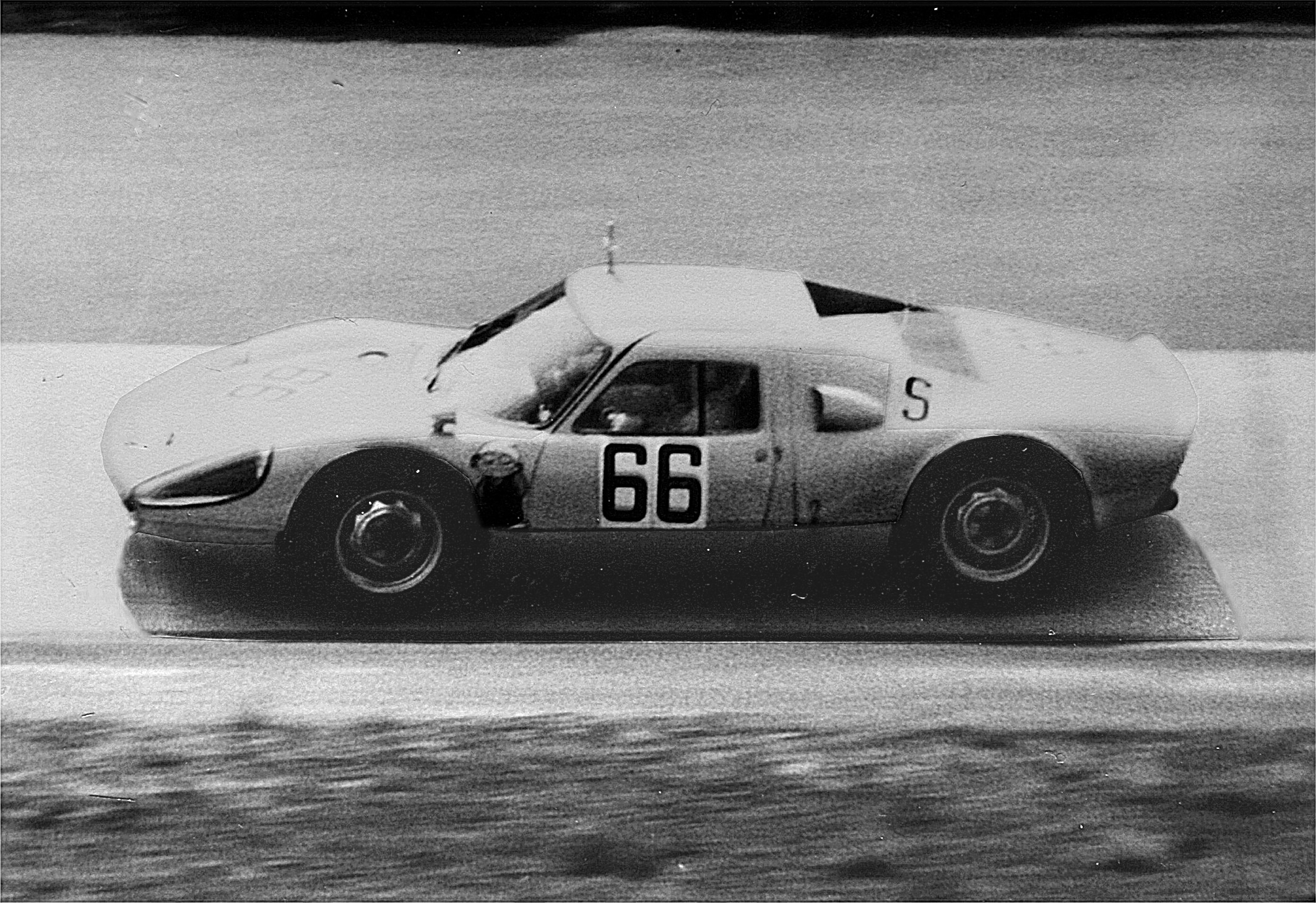
Поль Фрер на Порше 904

## Повна таблиця результатів
Жирним шрифтом позначені етапи, на яких гонщик стартував з поулу.
Курсивом позначені етапи, на яких гонщик мав найшвидше коло.
| Рік  | Команда          | Шасі               | Двигун                     | 1   | 2        | 3        | 4        | 5   | 6        | 7        | 8        | 9   | Місце в чемпіонаті | Очки в чемпіонаті |
| ---- | ---------------- | ------------------ | -------------------------- | --- | -------- | -------- | -------- | --- | -------- | -------- | -------- | --- | ------------------ | ----------------- |
| 1952 | HW Motors Ltd    | HWM 52             | Alta 2.0 L4                | ШВР | ІНДІ 500 | БЕЛ 5    | ФРА 8    | ВЕЛ | НІМ Схід |          |          |     | 16                 | 2                 |
| 1952 | Ecurie Belge     | Simca-Gordini T15  | Gordini 1.5 L4             |     |          |          |          |     |          | НІД Схід | ІТА Схід |     | 16                 | 2                 |
| 1953 | HW Motors Ltd    | HWM 53             | Alta 2.0 L4                | АРГ | ІНДІ 500 | НІД      | БЕЛ 10   | ФРА | ВЕЛ      | НІМ      | ШВР Схід | ІТА | НС                 | 0                 |
| 1954 | Equipe Gordini   | Gordini T16        | Gordini 2.0 L6             | АРГ | ІНДІ 500 | БЕЛ Схід | ФРА Схід | ВЕЛ | НІМ Схід | ШВР      | ІТА      | ІСП | НС                 | 0                 |
| 1955 | Scuderia Ferrari | Ferrari 555        | Ferrari 106 2.5 L4         | АРГ | МОН 8    | ІНДІ 500 | БЕЛ 4    | НІД | ВЕЛ      | ІТА      |          |     | 15                 | 3                 |
| 1956 | Scuderia Ferrari | Lancia Ferrari D50 | Lancia Ferrari DS50 2.5 V8 | АРГ | МОН      | ІНДІ 500 | БЕЛ 2    | ФРА | ВЕЛ      | НІМ      | ІТА      |     | 7                  | 6                 |

1. ↑  Deutsche Nationalbibliothek Record #13321902X // Gemeinsame Normdatei — 2012—2016.
2. 1 2  Fichier des personnes décédées mirror